# Monosem
Monosem  est une société française, rattachée au groupe Deere & Company (John Deere) depuis 2016, dont le siège est situé à Largeasse (Deux-Sèvres).
Connue à ses débuts pour ses matériels de plantation, elle produit et commercialise en 2018, exclusivement des semoirs monograines et du matériel de binage de précision pour les inter-rangs : semoirs monograines pneumatiques de précision, semoirs avec éventuellement distributeurs d'engrais combinés, semoirs portés pour l'horticulture. Les équipemements de protection des cultures et de fertilisation, portés à l'avant du tracteur ou superposés aux semoirs et bineuses sont des accessoires de ces machines agricoles. Monosem avait acquis au fil du temps une renommée internationale pour ces fabrications, ce qui lui a valu son rachat par John Deere.

## Historique
Depuis leur création en 1948 Les Établissements Ribouleau puis Monosem ont été successivement leader sur le marché français des planteuses (choux, betteraves et surtout tabac) puis des semoirs monograines (maïs, betteraves, tournesol...) et des bineuses de précision pour les inter-rangs. On leur doit la mise au point en 1973 d'un semoir monograine pneumatique efficace, très répandu et qui n'a cessé d'être amélioré. 60 à 70% de la production est exportée en 2018.
- 1945 - Edmond Ribouleau, forgeron à Largeasse dans les Deux-Sèvres (France) s’intéresse aux problèmes de repiquage et dépose un brevet pour la repiqueuse PREFEREE. Le produit est un succès, il est amélioré pour devenir la SUPER PREFER, la seule machine agréée pour le repiquage du tabac. La production devient industrielle et commence à être exportée.
- 1960 - Au début des années 1960 un semoir monograine à distribution mécanique par plateau horizontal est créé ainsi qu’une bineuse dirigeable. Le développement du semoir monograine se poursuit avec un semoir spécial betterave avec une distribution par rotor verticale alvéolé. La production augmente, une deuxième usine est construite à Largeasse et la sous-traitance se développe.
- 1973 - Le semoir monograine pneumatique est lancé et obtient la médaille d’argent au Salon de la Machine Agricole à Paris. Le Microsem qui permet la distribution des produits microgranulés est lancé ainsi que les bineuses autoguidées SUPER-CROP. Michel RIBOULEAU succède à son père Edmond RIBOULEAU à la direction de la société.

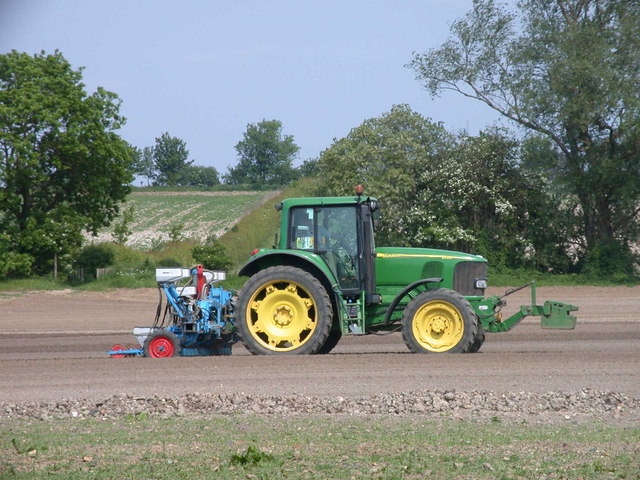
Semoir Monosem au travail.

- Semoir Monosem au travail.1989 - Les semoirs pneumatiques de Nouvelle Génération NG et NG Plus sortent sur le marché. Le NG Plus inaugure le concept d’enterrage par double disque ouvreur en Europe, aujourd'hui il fait référence sur le marché. Caroline BERGERE (née RIBOULEAU) rejoint la direction générale et Dominique BERGERE la direction export.
- 1994 - Un nouveau semoir mécanique à betterave enrobée apparaît, c’est le MECA 2000. Le semoir pneumatique spécial maraîcher MS est lancé. Les bineuses bénéficient d’un système de direction hydraulique.
- 1999 - Lancement du semoir NG Plus PRO avec roue plombeuse améliorant la germination et la dynamique de levée. Caroline et Dominique BERGERE succèdent à Michel RIBOULEAU à la direction de la société. Les semoirs NG Plus et MECA évoluent pour plus de fiabilité, de robustesse et de précision de semis.
- 2003 - Présentation du nouveau semoir NX au SIMA 2003. Il est spécialement conçu pour le semis avec préparation simplifiée.
- 2005 - Lancement du nouveau semoir à soc NC avec les versions NC Classic et NC Technic. Présentation du nouveau semoir 6 rangs Extend avec inter-rangs variable hydrauliquement de 45 à 80 cm.
- 2006 - Lancement du semoir MECA V4 qui succède au MECA 2000.
- 2009 - Lancement du semoir NG Plus 4 et développement de nouveaux châssis.
- 2013 - Lancement des éléments Monoshox disponible sur les gamme NG Plus et NX

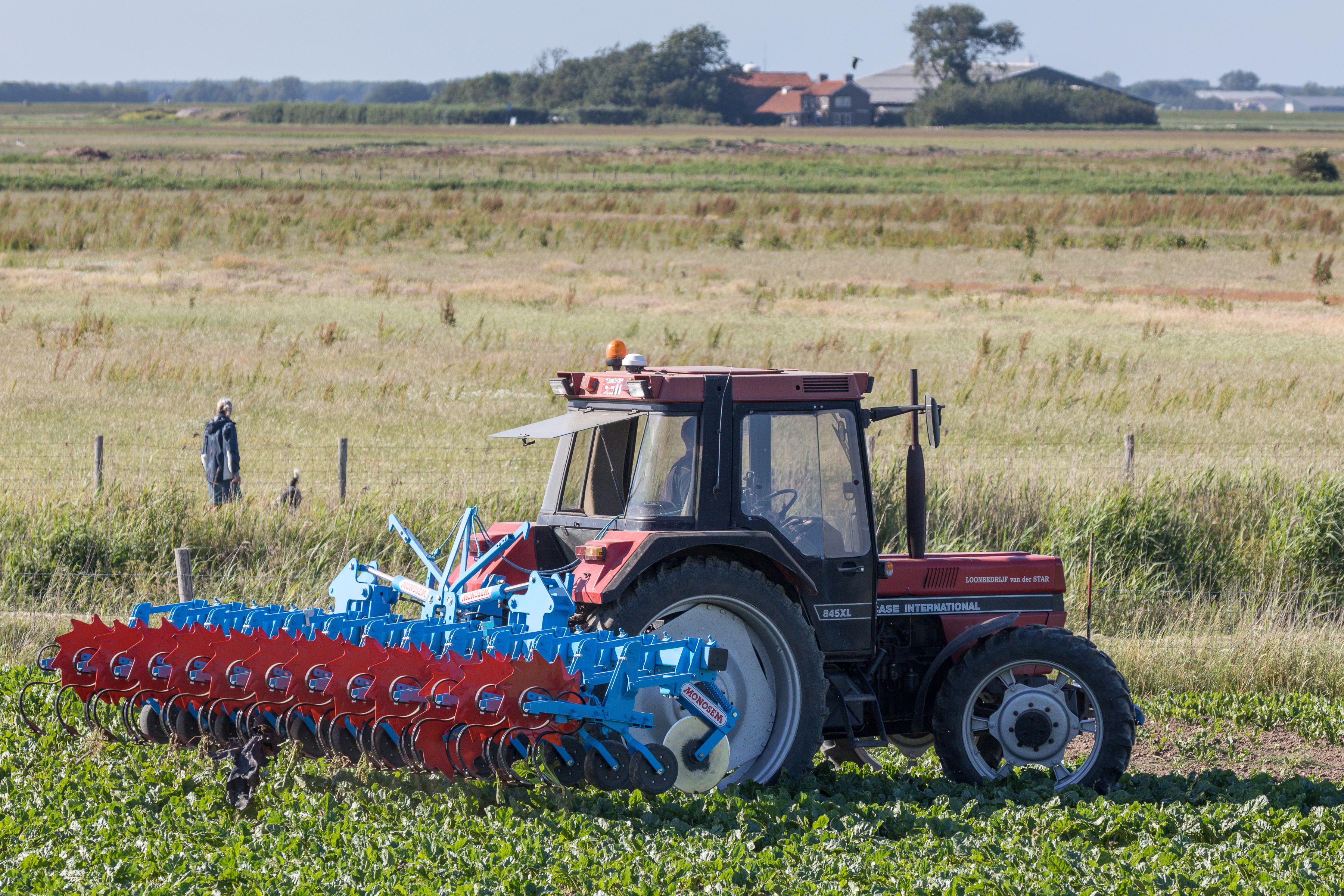
Bineuse Monosem

- Bineuse Monosem2015 - Présentation des semoirs et fertiliseurs avant à entraînement électrique lors de l'Agritechnica 2015 ainsi que de la nouvelle gamme de bineuse, Multicrop.
- 2016 - L'entreprise intègre le groupe Deere & Company (John Deere) ; elle conserve sa marque et ses couleurs[5],[2],[6].

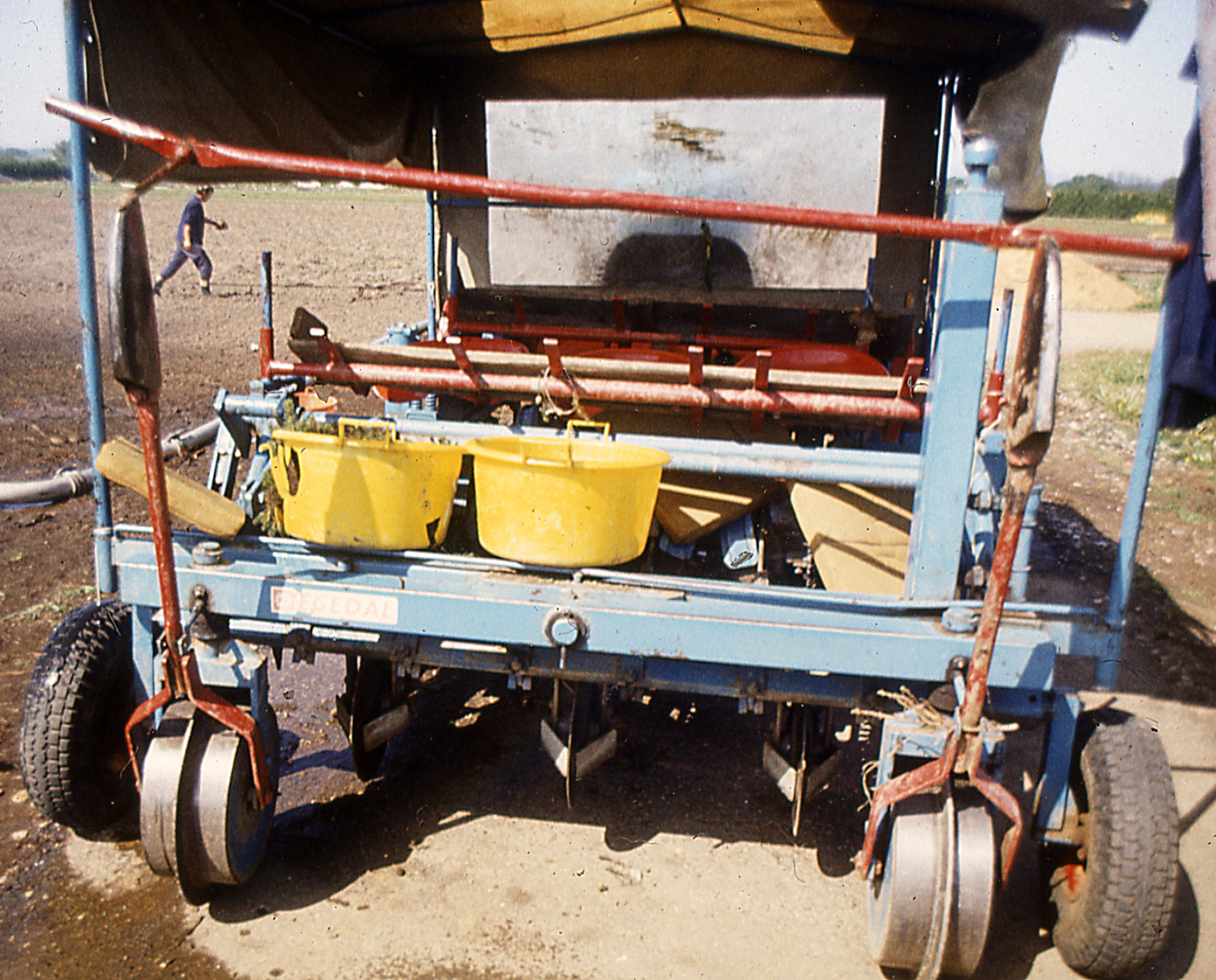
Planteuse polyvalente Super-Prefer semi-automatique, vue avant, Serbie, 2019.

- Planteuse polyvalente  Super-Prefer semi-automatique, vue avant, Serbie, 2019.2021 - Monosem revendique 70 % de son activité à l'export[7].
- 2022 - Monosem lance sa nouvelle gamme de semoirs monograines 100% électriques au SIMA : ValoTerra.
- 2024 - L'entreprise compte 350 salariés et modernise son outil de production[8].

## Usines

### En Europe

#### France
- Largeasse : deux unités de production de 30 000 m2 qui emploient près de 300 personnes en 2018[3].